# Lipová (ort i Tjeckien, Zlín)
Lipová är en ort i Tjeckien.   Den ligger i regionen Zlín, i den östra delen av landet, 270 km öster om huvudstaden Prag. Lipová ligger 415 meter över havet och antalet invånare är 302.
Terrängen runt Lipová är kuperad åt sydväst, men åt nordost är den platt. Runt Lipová är det ganska tätbefolkat, med 80 invånare per kvadratkilometer. Närmaste större samhälle är Zlín, 19,1 km nordväst om Lipová. Omgivningarna runt Lipová är en mosaik av jordbruksmark och naturlig växtlighet.